# Giuseppe Albano
Giuseppe Albano (Gerace Superiore, 23 aprile 1926 – Roma, 16 gennaio 1945) è stato un partigiano italiano.
Dal 1943 al 1945, assieme alla sua banda, fu uno dei protagonisti della Resistenza romana contro l'occupazione tedesca. Affetto da una cifosi dovuta a una caduta, fu soprannominato il Gobbo del Quarticciolo.

## Biografia
Nato a Gerace Superiore, in provincia di Reggio Calabria, il 23 aprile del 1926, Giuseppe Albano si trasferì, assieme alla famiglia, a Roma nel 1936, stabilendosi nella borgata del Quarticciolo, un quartiere della periferia est della città.
Iniziò sin da giovanissimo a commettere piccoli reati assieme ad altri suoi coetanei abitanti dello stesso quartiere, anch'essi per la maggior parte figli di immigrati del sud. Da subito si fece notare per il suo coraggio, quando riuscì a disarmare due avanguardisti, ragazzi tra i 14 ed i 17 anni, che lo minacciavano con un pugnale e poi quando comparve in una foto dell'epoca che lo immortalava a Porta San Paolo con il grembiule da garzone di farmacia, con ancora i calzoni corti, mentre combatteva accanto ai soldati contro i tedeschi, al riparo di un carro armato.
(Roma SPQR)

### La Resistenza
La figura del "Gobbo del Quarticciolo" è da inserire in quella particolare situazione della Resistenza descritta sinteticamente da Rosario Bentivegna, partigiano, medaglia d'argento al valor militare:
(Rosario Bentivegna)
Albano cominciò la sua lotta partigiana tra il 9 e il 10 settembre 1943, dapprima a Porta San Paolo e successivamente nella zona di Piazza Vittorio Emanuele II pur essendo del Quarticciolo. Partecipò inoltre a numerose operazioni di sabotaggio, soprattutto di treni tedeschi, di assalto ai forni, per distribuire la farina alla popolazione affamata, e divenne subito famoso per la rapidità d'azione e l'abilità nel dileguarsi, impegnando moltissimo le truppe tedesche che occupavano la città. Presto divenne un idolo per la popolazione, che vedeva nella sua figura una sorta di giustiziere e difensore dei più deboli.
(Roma SPQR)
Anche se Albano era riconosciuto dai giovani della resistenza di Centocelle e del Quarticciolo, come il proprio leader, in realtà la vera mente organizzativa della banda era Franco Napoli, detto “Felice”, anch'egli calabrese, socialista, compagno di lotta di Sandro Pertini e già arrestato in passato per un fallito attentato a Benito Mussolini in Calabria.
(Namir)
Il mito del "Gobbo" conobbe la sua fama soprattutto nei primi mesi del 1944. Per due mesi, tedeschi e fascisti evitarono di entrare nei quartieri Centocelle e Quarticciolo per non subire le fulminee azioni dei giovani resistenti della zona guidati da Giuseppe Albano, a volte con l'aiuto dei militanti di formazioni politiche divenute storicamente famose per la lotta partigiana, come Bandiera Rossa (con Filiberto Sbardella, Antonino Poce, Celestino Avico), o brigate del Partito Comunista Italiano.
Il loro apporto fu molto utile specialmente di notte per limitare il transito sulle vie Casilina e Prenestina ai mezzi tedeschi che dovevano rifornire il fronte di Anzio. Pare che "il Gobbo" da solo abbia in quel periodo ucciso parecchi uomini tra nazisti e fascisti, in alcuni casi usando un coltello.
Probabilmente l'impresa più famosa di Giuseppe Albano fu realizzata il lunedì di Pasqua del '44, quando in un'osteria del Quadraro, insieme alla sua banda, uccise tre soldati tedeschi che stavano mangiando. [senza fonte] Questo episodio potrebbe aver influito nella decisione di Herbert Kappler di rastrellare il quartiere Quadraro il 17 aprile 1944. Arrestato dalle SS durante il rastrellamento e condotto nel carcere di via Tasso, stranamente nonostante la sua deformazione Albano non fu riconosciuto come il famoso partigiano.

### Dopo la Liberazione
(Circolo culturale Bettino Craxi)
Con la Liberazione di Roma, il "Gobbo" si mise al servizio della questura per catturare i torturatori di via Tasso, formando una banda di pregiudicati che aveva come base operativa il quartiere del Quarticciolo. Il gruppo si diede subito da fare, catturando parecchi ex-militanti del partito fascista e alcuni esponenti della famigerata banda del torturatore repubblichino Pietro Koch. Ma l'attività del gruppo, sempre più spesso, era mirata a condurre furti e rapine ai danni degli arricchiti della "borsa nera" e degli ex-fascisti, redistribuendo poi generi di prima necessità e viveri alla popolazione affamata.
C'erano anche molti che sostenevano che si trattasse soltanto di una banda di criminali, in guerra con i clan rivali per contendersi il controllo del territorio. Durante una di queste azioni, in circostanze poco chiare, fu ucciso un caporale inglese.

### L'uccisione
A seguito di quest'evento venne scatenata un'imponente caccia all'uomo con l'invio di mezzi blindati, che trasformarono il Quarticciolo in una zona di guerra. Giuseppe Albano, dopo essere riuscito in un primo momento a sfuggire, venne riconosciuto e fu ucciso il 16 gennaio 1945 nell'androne di un palazzo di via Fornovo 12, dopo un conflitto a fuoco con i carabinieri.
Fu sepolto nel Cimitero del Verano.
Una controinchiesta condotta da Franco Napoli, tornato a Roma nel 1945, affermò che Albano fu assassinato con un colpo d'arma da fuoco alla nuca da un'ex-spia dei tedeschi, membro di un'associazione politica di sinistra, Unione Proletaria, nella quale lo stesso Giuseppe Albano era stato infiltrato per volere di Pietro Nenni.
Secondo l'ipotesi avanzata, sulla scorta di documenti e testimonianze, da Silverio Corvisieri la situazione nel 1945 era di tipo "golpista" ante litteram. Nel libro Il re, Togliatti e il gobbo. 1944: la prima trama eversiva, Corvisieri ritiene che la morte del Gobbo del Quarticciolo non sia avvenuta per mano dei carabinieri, bensì fu un'esecuzione compiuta da una frangia della Resistenza.
Sempre seguendo questa tesi, secondo alcuni dimostrata anche dalla rapidità con cui fu chiuso il caso, il "Gobbo" sarebbe stato ucciso da sicari di Umberto Salvarezza, leader di Unione Proletaria, gruppo su cui pesavano forti sospetti di formazione provocatrice. La strategia, diretta da Umberto II, sempre secondo la ricostruzione di Corvisieri, che ignora semplicemente la presenza delle truppe alleate vincitrici con le quali bisognava rapportarsi, avrebbe dovuto portare a un nuovo governo presieduto da Pietro Badoglio: la strategia fallì, ma ebbe comunque l'effetto di bloccare epurazioni e indagini sui collaborazionisti.
La tesi di un "regolamento di conti" all'interno della Resistenza, attraverso testimonianze inedite, viene confermata nel libro Il Gobbo del Quarticciolo e la sua banda nella Resistenza, di Massimo Recchioni e Giovanni Parrella.

## La fine della Banda del Gobbo
Alcuni giorni dopo l'uccisione di Albano, il Quarticciolo venne di nuovo circondato dalle forze dell'ordine per arrestare il resto della “banda del Gobbo”. Nel corso del rastrellamento venne ucciso un anziano militante del PCI e vennero arrestati centinaia di residenti del quartiere, tra i quali Iolanda Ciccola, quindicenne fidanzata del "Gobbo", che in seguito divenne un membro di spicco della nuova Sinistra Rivoluzionaria.

## Filmografia
- Il gobbo, diretto da Carlo Lizzani 1960, impersonato da Gérard Blain.